# 称多県
称多県（しょうた-けん、ティドゥ・ゾン, khri 'du rdzong）は中華人民共和国青海省玉樹チベット族自治州に位置する県。

## 行政区画
- 鎮:称文鎮、歇武鎮、扎朶鎮、清水河鎮、珍秦鎮
- 郷:尕朶郷、拉布郷